# 劉龍 (明朝)
劉龍（1477年—1553年），字舜卿，號紫巖，山西襄垣人，明朝政治人物。

## 生平
劉龍是孝宗弘治年間進士、刑部員外郎劉鳳儀之子。他十歲即能作文，弘治八年（1495年）乙卯科山西乡试考中第二名舉人。弘治十二年（1499年）中伦文叙榜一甲第三名進士（探花），被授職翰林院编修。曾經充任经筵讲官。武宗正德年間，刘瑾擅權，正德四年（1509年）五月被调任礼部主事。升吏部员外郎，刘瑾被诛殺后，復除编修，六年五月升任左春坊左中允兼修撰。正德八年和十四年曾两次出任顺天府乡试主考官。十一年五月升翰林院侍讲学士。
世宗继位，教习庶吉士，侍经筵日讲，充《武宗实录》纂修官，嘉靖元年（1522年）四月升礼部右侍郎，同年丁母张氏憂，服阕，四年七月復除原职，十月升本部左侍郎兼翰林院学士，日讲如故。七年（1528年）五月升为南京礼部尚书，八年六月改任南京吏部尚书，十二年五月改任南京兵部尚书、参赞机务。，十四年十月乞致仕，命驰驿归，嘉靖三十二年卒，年七十八，賜諭祭，贈太子太保。諡文安。

## 著作
著有《紫岩集》48卷、《尚書講章》8卷及《奏議》4卷行於世。

## 家族
曾祖劉端，永樂癸卯舉人，教谕贈監察御史。祖劉潔，號一菴，景泰庚午科第四名舉人，廣東道監察御史，官至浙江按察司副使，加贈中議大夫贊治尹。父劉鳳儀，號北村，弘治庚戌進士，户部主事、刑部郎中。母张氏（封孺人）。重庆下。弟劉夔，正德六年進士。次弟劉元。
子劉承爵，宗瑞府经历；次子劉承恩，甲午舉人，官郎中。孫劉珙、劉琛、劉璿。